# Mamar Kassey (groupe)
Mamar Kassey est un groupe de musique originaire du Niger, formé en 1995.

## Biographie
Le groupe est fondé par Yacouba Moumouni, chanteur et flûtiste appartenant à l'ethnie Songhaie. Moumouni est berger durant son enfance, puis quitte sa famille à la mort de son père pour rejoindre la capitale Niamey. Il y exerce le métier de boy chez la chanteuse Absatou Danté, qui lui enseigne la musique. Il devient apprenti mécanicien et étudie en parallèle avec le flûtiste Harouna Marounfa. En 1990, il entre au Centre de formation et de promotion musicale (CFPM) et se produit avec leur formation, l'orchestre Takeda, dirigé par Abdoulaye Alassane. Il fonde Mamar Kassey en 1995, le groupe porte le nom d'un guerrier légendaire de l'empire songhaï,.
En 1997, Mamar Kassey se produit au festival des Nuits Atypiques de Koudougou, au Burkina Faso. L'année suivante, ils sont à l'affiche des Nuits atypiques de Langon. Leur premier album Denké-Denké est édité par Daqui, le label des Nuits atypiques, dont les disques sont distribués par Harmonia Mundi. À la fin des années 1990, le groupe tourne dans plusieurs pays d'Afrique de l'Ouest. Ils se sont également produits à New York en 2002, ainsi qu'au Festival Timitar d'Agadir en 2007.
En 2013, Mamar Kassey sort un nouvel album, intitulé Taboussizé - Niger,.

## Influences et style musical
Mamar Kassey est un ensemble de huit musiciens. Le groupe reprend les rythmes et les traditions musicales des ethnies hausa (en), zarma, fula et songhay en y intégrant des éléments modernes et certains instruments électriques (basse, guitare),.

## Discographie

### Albums
- 1999 : Denké-Denké (Daqui)
- 2001 : Alatoumi (Harmonia Mundi)
- 2013 : Taboussizé - Niger (Innacor)

### Participations
- Via Campesina (compilation Daqui, 2006)

## Filmographie
- Denké-Denké